# Front sandiniste de libération nationale
Pour l'album de The Clash, voir Sandinista!.
Le Front sandiniste de libération nationale (en espagnol : Frente Sandinista de Liberación Nacional ; abrégé FSLN) est un parti politique nicaraguayen fondé en 1961 comme organisation politico-militaire socialiste inspirée par la lutte du général Augusto Sandino.
Le FSLN joue un rôle majeur dans l'histoire du Nicaragua en déclenchant la révolution populaire sandiniste (Revolución Popular Sandinista) en 1979. 
Le FSLN est membre de l'Internationale socialiste (IS) jusqu'en janvier 2019, date à laquelle il en est exclu, accusé de violations des droits de l'Homme et des valeurs démocratiques pendant les manifestations de 2018-2019. Aujourd'hui, il est membre de la COPPPAL.

## Histoire

### Origines
L'organisation a été fondée par Carlos Fonseca, Sergio Ramírez, Francisco Buitrago, Jorge Navarro, Silvio Mayorga (es), Pablo Úbeda (es), Germán Pomares (es) et Tomás Borge, entre autres. Elle s'organise tant dans les villes que dans les campagnes, le Nicaragua étant un pays principalement rural, mais au pouvoir centralisé sur les villes. Ses membres sont préparés politiquement et militairement pour combattre le régime dictatorial d'Anastasio Somoza Debayle.
Après une première défaite militaire à Raiti et Bocay[Quand ?], dans le nord montagneux du pays, où meurent plusieurs membres fondateurs, le FSLN se restructure et se renforce. Il organise les étudiants, les intellectuels, les ouvriers et même certains grands propriétaires terriens de Matagalpa et Chontales et fonde le FER (Frente Estudiantil Revolucionario, Front étudiant révolutionnaire), qui effectue un travail de prise de conscience et de recrutement chez les étudiants et dans le secteur urbain.
Une seconde opération de guérilla en 1967 à Pancasán (département de Matagalpa) se solde elle aussi par un échec et les combattants sont obligés de se disperser dans la jungle devant les assauts de la Guardia Nacional (Garde nationale, GN), bras armé du régime de Somoza particulièrement haï par la population pour ses exactions et ses violations brutales des droits humains.
En 1969, le FSLN publie son programme historique, constitué de 14 points, dont :
- Révolution agraire - législation laborale et sécurité ;
- Gouvernement révolutionnaire et intégrité administrative ;
- Réincorporation de la côte atlantique ;
- Émancipation des femmes et respect des croyances religieuses ;
- Politique extérieure indépendante et solidarité internationale ;
- Armée patriotique populaire et élimination de la Garde nationale ;
- Unité de l'Amérique centrale.

En juillet 1969, la GN découvre une cellule sandiniste dans une maison de Managua, qui est rapidement entourée par 300 gardes, des tanks et des avions. L'unique occupant de la maison, Julio Buitrago (es), membre de la Direction nationale du FSLN et chef de la résistance urbaine, est tué après trois heures de combat et la maison est démolie. Le tout est retransmis en direct par la télévision, ce qui déclenche chez la population un fort sentiment de sympathie envers les combattants sandinistes.
Six mois plus tard, trois combattants, dont le poète Leonel Rugama (es), sont tués au cours d'un combat similaire dans une autre maison de Managua.
En 1970, après plusieurs opérations (affrontements urbains, braquages de banques) et un grand coup de filet de la GN qui démembre en partie l'organisation, le FSLN décide de passer en « phase silencieuse d'accumulation de forces », qui sera dédiée au renforcement du mouvement et à l'accumulation de ressources financières, matérielles et militaires.
Cette phase aboutit en décembre 1974 à deux actions majeures :
- La prise de la maison de Chema Castillo, où sont pris en otages plusieurs ministres et diplomates du régime somoziste, qui sont libérés en échange de la libération des prisonniers politiques et d'une forte rançon, entre autres revendications.
- L'attaque de la caserne de Waslala, qui marque le point de départ des opérations militaires à l'échelle nationale.

Au cours des deux années suivantes, le Nicaragua est le théâtre de durs combats dans la montagne (jungle), dans la campagne et dans les villes. L'état de siège est déclaré et la forte répression touche des milliers de nicaraguayens.
En 1976, le Front commence à se scinder en trois tendances, dont les méthodes tactiques et organisationnelles diffèrent :
- Le FSLN Proletario,
- Le FSLN Guerra Popular Prolongada,
- Le FSLN Insurreccional.

La tendance prolétarienne, d'inspiration idéologique marxiste-léniniste, concentre son attention sur le travail en milieu urbain et motive des grèves et différentes formes d'actions ouvrière. Elle se situe en marge du Front sandiniste, dont l'essentiel porte le combat dans les campagnes et les montagnes, en envisageant un renversement du régime somoziste directement depuis les villes. La tendance guerre populaire prolongée est principalement dirigée par Tomás Borge et développe des thèses proches du maoïsme, en dirigeant ses efforts à l'adresse des populations rurales. Enfin, la tendance terceriste, dont Daniel Ortega est l'un des principaux représentants, constitue la plus importante des trois tendances. Elle est considérée comme la plus militaire en multipliant les assauts contre la Garde nationale et les tentatives d'insurrection. Nationaliste de gauche, elle milite en faveur de l'unité du Front sandiniste et d'un élargissement de l'alliance aux secteurs libéraux de l'opposition à Somoza.
En novembre 1976, Carlos Fonseca est tué au cours d'un combat dans la jungle de la région de Zinica (es).
En octobre 1977, la branche insurrectionnelle du FSLN lance l'« offensive d'Octobre », qui intensifie la guerre urbaine.
Les trois tendances se réunifient en 1979, avant de porter le coup fatal au régime somoziste.

### Renversement de Somoza
En janvier 1978, Pedro Joaquín Chamorro (es), directeur du journal La Prensa, qui critiquait fortement le régime de Somoza, et époux de Violeta Barrios de Chamorro, est assassiné, ce qui provoque des manifestations massives à Managua. En février, Camilo Ortega Saavedra (frère de Daniel Ortega), est tué au combat. En août de la même année, un commando du FSLN insurrectionnel prend le palais présidentiel et retient des députés et des sénateurs en otage. Anastasio Somoza Debayle est forcé de céder à leurs revendications (libération de prisonniers sandinistes, rançon, propagation d'appels à l'insurrection). En septembre, une grande partie de la population se soulève dans les départements de León, Matagalpa, Chinandega, Estelí, Masaya et Managua, mais la supériorité logistique de la garde nationale oblige les troupes à se replier dans les campagnes et les montagnes, abandonnant au massacre les « enfants insurgés » des villes. L'insurrection est cependant sans cesse nourrie de nouveaux effectifs issus de la population. Peu à peu, les trois tendances du FSLN se rapprochent et les pays d'Amérique centrale (Costa Rica, Panama, Mexique, etc.) prennent parti pour la lutte sandiniste et influencent l'opinion mondiale, ce qui isole le régime de Somoza. La réunification du FSLN est signée en 1979 et l'offensive finale est prévue pour juillet. Plusieurs fronts de lutte se mettent en place. Ceux-ci sont appelés, en juin, à combattre la GN et à marcher sur la capitale. Au même moment, la population entame une grève générale qui paralyse le régime. Les villes s'insurgent une seconde fois et Somoza répond par des bombardements massifs et multiplie les exactions. Un incident diplomatique (l'assassinat, par la GN et devant les caméras de télévision, du journaliste de la chaîne américaine ABC Bill Stewart) finit de convaincre l'opinion publique des États-Unis. Le gouvernement Carter interrompt le soutien à Somoza. Complètement isolé, celui-ci démissionne et fuit le Nicaragua en laissant un président intérimaire, Francisco Urcuyo, qui fuira lui aussi 24 heures plus tard.

### Au pouvoir

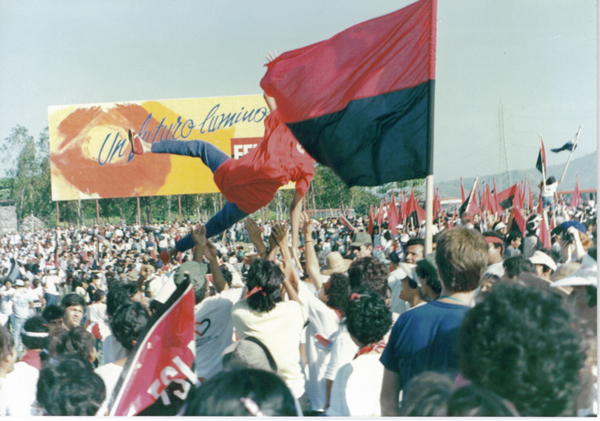
Célébration du renversement de Somoza.

Le 19 juillet 1979, les forces sandinistes marchent sur la capitale Managua et finissent de disperser les dernières troupes fidèles au régime. Une Junta de Gobierno de Reconstrucción Nacional (junte de gouvernement de reconstruction nationale) est constituée pour relever le pays d'une situation économique particulièrement préoccupante ; outre les 50 000 morts et 100 000 blessés de la guerre civile, de nombreuses usines et infrastructures ont également été détruites, les terres sont détruites ou abandonnées, et les caisses de l’État ont été vidées avant la fuite de Somoza et des hiérarques qui lui étaient affiliés. La bourgeoisie est invitée à contribuer aux efforts de reconstructions nationales dans le cadre d'une nouvelle économie mixte, intégrant un large secteur privé sous réserve de directives fixées par l’État. De multiples réformes sont décidées dès les premiers mois suivant la conquête révolutionnaire : Somoza et d'autres grands propriétaires sont expropriés, les mines, la pêche et les diverses ressources naturelles sont nationalisées, la réforme agraire est lancée, une nouvelle Constitution est adoptée. Divers programmes sociaux suivent rapidement, dont principalement la campagne d'alphabétisation qui réduit considérablement l'analphabétisme (de 50 % à 13 %), et la construction de centres de santé accessibles gratuitement. La peine de mort est abolie en 1979, les partis politiques et journaux d'opposition sont légalisés, et des élections libres sont instituées. Un service militaire obligatoire est également instauré, mesure qui rencontre une forte opposition dans les campagnes et favorise l’émergence d'un mouvement armé d'opposition, les Contras, auquel les États-Unis apportent des instructeurs militaires et des financements.
En novembre 1984 a lieu une élection présidentielle (es), que le FSLN, représenté par le candidat Daniel Ortega, remporte avec 63 % des suffrages. Toutefois, l'administration Reagan ne reconnaît pas ces résultats. Au niveau législatif, la nouvelle Constitution de 1987 enrichit le Code du travail de 1944 de garanties syndicales et de droits sociaux.
Malgré ses efforts de reconstruction du pays et de réformes d'inspiration socialiste, le FSLN doit faire face à l'embargo imposé par les États-Unis, à la guerre d'usure menée par les Contras, guérilla anti-sandiniste armée, entraînée et financée par la CIA, et à la corruption interne de plusieurs de ses propres membres. La guerre fait des milliers de victimes. L'état d'urgence est déclaré plusieurs fois et le journal La Prensa, qui s'oppose à la politique du FSLN, est muselé (si l'on suit les accusations des détracteurs des sandinistes ; Noam Chomsky indique lui que La Prensa est restée autorisée sans censure même au paroxysme de la guerre). En mars 1984, les États-Unis font miner les ports du Nicaragua (opération Piranha) avec des mines marine spécialement fabriquées avec une faible charge explosive pour ne pas couler de navires mais gêner le trafic maritime. Le gouvernement sandiniste porte alors plainte contre les États-Unis auprès de la Cour internationale de justice, qui condamne plusieurs années après (1986) les États-Unis à verser 17 milliards de dollars de dédommagement au Nicaragua. Mais les États-Unis refusent de reconnaître l'autorité de la CIJ. Le Nicaragua fut aidé financièrement et militairement par Cuba et l'URSS. En particulier, l'élection des sandinistes coïncide avec l'arrivée d'hélicoptères en provenance d'URSS, aptes à poursuivre les Contras en fuite après leurs agressions. Le 1er mai 1985, le président Reagan impose l'embargo économique sur tous les produits à destination du Nicaragua. Quelques semaines plus tard l'URSS se déclare disposée à satisfaire tous les besoins pétroliers du pays[réf. nécessaire]. En mars 1982 la France de François Mitterrand vendit aussi des armes au Nicaragua à la fois par sympathie pour le FSLN et dans le but d'empêcher le Nicaragua de trop se lier à l'URSS. Et elle le soutint diplomatiquement en 1984 dans son combat contre les minages.
En 1982, le journal Le Figaro, qui adoptait une ligne éditoriale favorable à la politique extérieure des États-Unis, publie dans ses pages une photo montrant des cadavres entassés et brûlés, accompagnée de la légende « massacres perpétrés par les sandinistes à l’encontre des Indiens Miskitos ». La photographie connaît une exposition médiatique internationale lorsqu'aux Nations unies, la représentante des États-Unis Jeane Kirkpatrick brandit un exemplaire du journal pour illustrer ses propos sur les supposés crimes sandinistes. Alerté, l'auteur de la photographie se manifeste et explique que celle-ci avait en réalité été prise quatre ans plus tôt, en 1978, et montrait non des combattants sandinistes mais des membres de la Croix-Rouge brûler les corps de personnes décédées pour éviter une épidémie. L'appartenance à la Croix-Rouge des personnes était bien visible sur la photo originale, mais ne l'était plus sur la photo falsifiée par Le Figaro en raison d'une épaisse fumée noire artificiellement placée.
Les sandinistes ont été accusés, par les Américains, de graves atteintes aux droits humains pendant le conflit, notamment de tortures, de disparitions forcées et d'exécutions massives,. La Commission interaméricaine des droits de l'homme, organe de l'Organisation des États américains contrôlée par les États-Unis, a enquêté et confirmé les exactions commises par les forces sandinistes, notamment l'exécution de 35 à 40 Miskitos en décembre 1981 et l'exécution de 75 personnes en novembre 1984,.

### Dans l'opposition
Finalement, le 25 février 1990, le FSLN perd les élections au profit d'une union libérale soutenue par les États-Unis et passe dans l'opposition. Selon l'ancien ambassadeur des États-Unis à Managua, Paul Trivelli (en), Daniel Ortega et le Front sandiniste de libération nationale reçoivent régulièrement de l'argent des cartels de la drogue pour financer les campagnes électorales au Nicaragua et ont traité avec le trafiquant colombien Pablo Escobar en 1984 pour lui accorder l'asile. En échange de cet argent, le président Ortega ordonne aux juges de remettre en liberté les trafiquants arrêtés par les forces de sécurité.
Les quinze années qui suivent sont marquées par trois défaites électorales successives du candidat du FSLN Daniel Ortega et par les pactes conclus par celui-ci avec le chef libéral Arnoldo Alemán.

### Retour au pouvoir

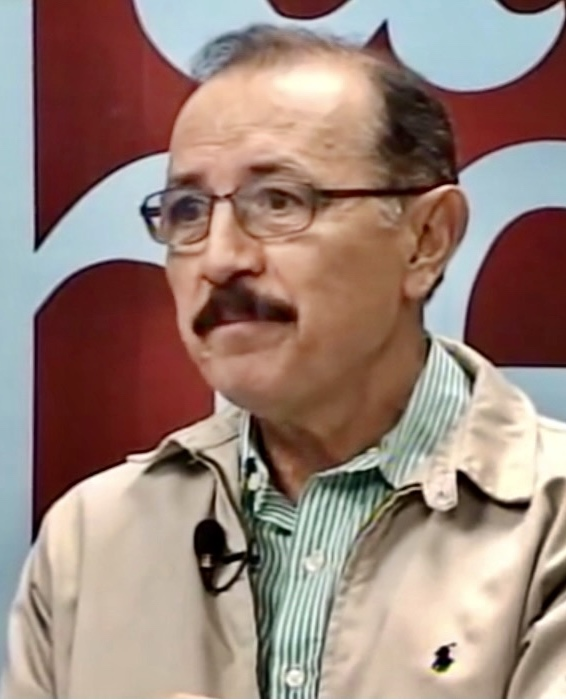
Hugo Torres Jiménez, héros sandiniste, mort en prison en 2022.

Daniel Ortega est réélu président du Nicaragua au premier tour le 7 novembre 2006. Sa femme Rosario Murillo est peu appréciée au sein des anciens membres du Front sandiniste de libération nationale considérée comme « conflictuelle » et « manipulatrice ». Dora María Téllez, ancienne ministre de la Santé sandiniste, confirme qu'elle « a déjà purgé toute la vieille génération sandiniste ».
Son gouvernement lance alors le programme « zero hunger » de lutte contre la faim, en développant la production alimentaire autonome dans les zones les plus pauvres. Il s’appuie sur l’aide financière du Venezuela d’Hugo Chávez.
En octobre 2009, une décision de la Cour suprême autorise Daniel Ortega à briguer un second mandat présidentiel consécutif et il remporte la présidentielle en novembre 2011 avec 62,6 % des voix.
Son gouvernement tend à entretenir des relations non conflictuelles avec le patronat, tout en favorisant certaines avancées sociales. Les résultats sont jugés assez bons en matière de réduction de la pauvreté et de développement économique, permettant une avancée significative dans les campagnes de l’eau et de l’électricité ; l’octroi de plus de 138 000 titres de propriété en faveur des classes populaires ; la réduction de la mortalité infantile (de 90 à 50 pour 100 000) ; la construction de dix-huit nouveaux hôpitaux ; la gratuité de l’éducation et de la santé ; une administration plus efficace ; une nouvelle loi fiscale introduisant le concept de « progressivité » ; la construction ou l‘amélioration de 900 kilomètres de route ; une série de programmes sociaux – « Tous avec toi », « Les rues pour le peuple », « Usure zéro » (prêt solidaire à des femmes pour la création de petites entreprises), l’alimentation pour les enfants des écoles, les « paquets scolaires » (cahiers, crayons, règles, etc.).
En 2018, lors des manifestations au Nicaragua, Sergio Ramírez, cofondateur du Front sandiniste de libération nationale et vice-président de Daniel Ortega de 1985 à 1990, appelle le peuple à démocratiser le régime et déclare « Oui, le régime de Daniel Ortega est une dictature ».
Le FSLN est membre de l'Internationale socialiste (IS) jusqu'en janvier 2019, date à laquelle il en a été exclu, accusé de violations des droits de l'Homme et des valeurs démocratiques pendant les manifestations de 2018-2019 au Nicaragua,.

## Jeunesse sandiniste
La Jeunesse sandiniste a été créée en 1979 et est aujourd'hui composée de six branches : le Mouvement sportif Alexis Arguello (du nom du champion du monde de boxe), le Mouvement écologiste Guardabarranco, le Mouvement culturel Leonel Rugama, la Fédération des étudiants du secondaire (FES), le Réseau des jeunes communicateurs et la Promotion solidaire (Promotoría Solidaria). Milton Ruiz, le coordonnateur général de la JS, affirme que « seul le FSLN a su donner un tel rôle protagoniste aux jeunes une implication réelle dans les différentes campagnes d’éducation, de solidarité, dans l’accompagnement des familles, l’organisation des “barrios” [quartiers] et de la communauté ».

## Droits de l'Homme
Le Conseil des droits de l'homme des Nations unies a mis sur pied un système de suivi et de compte rendu sur la situation des droits humains au Nicaragua, le Conseil des droits de l'Homme se refuse a accepter l'impunité pour les crimes de droit international et les graves violations des droits humains, dont les exécutions extra judiciaires et des actes de torture. En 2018, le Haut-Commissariat des Nations unies aux droits de l'homme a publié un rapport sur les violations des droits de l'homme commises par le gouvernement sandiniste, y compris des informations sur la répression brutale des manifestants à la suite de la crise politique du Nicaragua.
Le gouvernement du Nicaragua fait l'objet de nombreuses critiques, dont notamment de celles d'Amnesty international pour sa répression des revendications sociales.
Humberto Ortega a critiqué la dérive autoritaire de son frère Daniel Ortega. Il lui a demandé de libérer les prisonniers politiques et lui a reproché la mort en prison d’Hugo Torres Jiménez, un des héros de la révolution sandiniste.

## Sandinisme dans la fiction
Nicaragua de Munoz et Sampayo, Révolution et chocolat de Suyapa et Auquier (tome 1) Suyapa et Minck (tome 2), Muchacho de Lepage racontent, dans des styles différents, différents âges de cette révolution sandiniste aux élans touchants et aux allures « communardes ».
Snowfall série télévisée américaine(2017), dans laquelle la CIA finance une guerre illégal au Nicaragua opposant les sandinistes aux Contras grâce au trafic de drogue au sein même des USA.
Le FSLN est abordé dans le documentaire italien de Giuseppe Ferrara Contra-diction - Il caso Nicaragua (1988), produit par la Confédération générale italienne du travail.
Dans le jeu vidéo Metal Gear Solid: Peace Walker, le personnage d'Amanda commande une faction du FSLN.
Le FSLN est présent au cinéma dans le film Under Fire, sorti en 1983.
Carla's Song est un film de Ken Loach dont l'action se situe en pleine guerre entre sandinistes et contras.